# Elizeu Zaleski dos Santos
Elizeu Zaleski dos Santos (født 12. november 1986 i Francisco Beltrao, Parana i Brasilien) er en brasiliansk MMA-udøver. Han var den tidligere Jungle Fight welterweight-mester i Brasilien  og konkurrerer i øjeblikket i welterweight-division i Ultimate Fighting Championship (UFC). Pr. 27. marts 2019 er han # 14 på den officielle UFC-welterweight-rangeringsliste. Han er i Danmark mest kendt for sin UFC-debut den 30. maj 2015 på UFC Fight Night: Condit vs. Alves mod danske Nicolas Dalby, som han tabte via delt afgørelse. 

## Baggrund
Zaleski blev født i Francisco Beltrao, Parana i Brasilien. Han voksede op med at træne Capoeira i en alder af 9. Zaleski skiftede til MMA i en alder af 20 år og begyndte at konkurrere professionelt kort tid efter.

## MMA-karriere

### Tidlig karriere
Zaleski startede sin MMA-karriere den 8. november 2009 og han kæmpede for mange promotorer, især Jungle Fight, Smash og Amazon Fight i Brasilien. Han var den tidligere Jungle Fight welterweight-mester og han opbyggede en rekordliste på 14-4 med 13 afgørelser før tid og 1 pointsejr før han sluttede sig til UFC.

### Ultimate Fighting Championship
Zaleski fik sin UFC-debut den 30. maj 2015 på UFC Fight Night: Condit vs. Alves mod Nicolas Dalby. Zaleski udboksede Dalby, da han landede 16 mere betydelige slag, men dommere gav sejren via delt afgørelse til Dalby, da han med succes tog Zaleski ned seks gange. 
Han mødte Omari Akhmedov i sin næste kamp på UFC på Fox: Teixeira vs. Evans den 16. april 2016. Han vandt kampen og fik sin første UFC-sejr via knockout i tredje runde.  Kampen tildelte ham sin første Fight of the Night - bonuspris.
Den 1. oktober 2016 vendte Zaleski tilbage for at møde Keita Nakamura på UFC Fight Night: Lineker vs. Dodson. Efter tre omgange vandt han kampen via enstemmig afgørelse (29-28, 29-28, 29-28).
Zaleski mødte Lyman Good, tidligere Bellator og CFFC-mester, den 22. juli 2017 på UFC på Fox: Weidman vs. Gastelum. Han vandt en lige kamp via delt afgørelse.  Kampen tildelte ham ligeledes hans anden Fight of the Night -bonus. 
Zaleski mødte Max Griffin den 28. oktober 2017 på UFC Fight Night: Brunson vs Machida.  Han vandt kampen via enstemmig afgørelse.   Kampen tildelte ham ligeledes hans tredje Fight of the Night -bonus. 
Zaleski skulle have mødt Jack Marshman den 17. marts 2018 på UFC Fight Night 127.  Men den 19. februar 2018 blev det meddelt, at Zaleski trak sig ud af kampen på grund af en knæskade.  Han blev erstattet af Brad Scott 
Zaleski mødte Sean Strickland den 12. maj 2018 på UFC 224.  Han vandt kampen via knockout i første omgang. 
Zaleski var planlagt til at møde Belal Muhammad den 22. september 2018 på UFC Fight Night 137.  Men den 14. september 2018 blev Muhammad trukket fra kampen og han blev erstattet af nykommeren Luigi Vendramini.  Han vandt kampen via knockout i anden omgang. 
Zaleski var planlagt til at møde Li Jingliang den 25. november 2018 på UFC Fight Night 141.  Men den 27. oktober 2018 blev det rapporteret, at Zaleski trak sig ud af kampen på grund af en ligamentrev i hans højre knæ. 
Zaleski mødte Curtis Millender den 9. marts 2019 på UFC Fight Night 146.  Han vandt kampen via submission i første omgang. 
Zaleski forventedes at møde Neil Magny den 18. maj 2019 ved UFC Fight Night 151. Men den 28. marts 2019 meddelte dos Santos, at han ikke var blevet kontaktet af UFC om kampen. 

## Mesterskaber og præstationer

### MMA
- Ultimate Fighting Championship
  - Fight of the Night (3 gange) vs. Omari Akhmedov, Lyman Good og Max Griffin[9][13][16]
- Jungle Fight
  - Jungle Fight welterweight-mester

## Privatliv
Hans kælenavn "Capoeira" blev udtænkt, da han startede sin kampsport i Capoeira.

## MMA-rekordliste
| Professionel rekordliste |          |            |
| 26 kampe                 | 21 sejre | 5 nederlag |
| Ved knockout             | 14       | 0          |
| Ved submission           | 3        | 2          |
| Ved afgørelse            | 4        | 3          |